# Титовка (губа)
Титовка — губа на Мурманском берегу Баренцева моря. Вдаётся в северо-западную часть берега Мотовского залива. Открыта к северу, вдается в материк на 6 км. Ширина у входа 2,8 км. Глубина до 82 м.
Расположена в 60 км к западу от Кольского залива. В губу впадает река Титовка, а также несколько ручьёв. В губу в средней части врезается мыс Лисий. В акватории губы располагаются небольшие острова Овечий (64,2 м) и Титовский (3,8 м), объединяемые иногда в Титовские острова. На острове Титовский устроена пристань. Между островами и материком возможна якорная стоянка судов.
Западный и восточный берега губы в основном состоят из крупных (до 342 м) каменных обрывистых гор, южный берег, близ устья реки Титовки, песчаный и низменный. Глубина залива постепенно уменьшается к вершине губы, которая осыхает в отлив на 2 км в длину.
В начале XX века на одном из Титовской губы располагался Мотовский погост, в котором имелась церковь, саамы ловили рыбу в заливе, преимущественно сёмгу.
На южном берегу залива находится нежилое и упразднённое в 2007 году село Новая Титовка. Административно бухта входит в Кольский район Мурманской области России.